# 宮古港駅
宮古港駅（みやここうえき）は、かつて岩手県宮古市鍬ヶ崎（現・臨港通）にあった日本国有鉄道（国鉄）山田線（宮古臨港線）の貨物駅（廃駅）である。
1943年（昭和18年）に建設された宮古臨港線（通称）の貨物駅で、ラサ工業田老鉱山（1971年閉山）で採掘された鉱石や宮古港で水揚げされた海産物および水産加工品などを扱った。

## 年表
- 1943年（昭和18年）11月22日：貨物支線の開業に伴い開業[2]。
- 1984年（昭和59年）2月1日：貨物支線廃止に伴い廃止[3]。

## 駅構造
当駅は、宮古駅からの貨物支線がスイッチバックして当駅構内に繋がる形であった。
当駅西側付近にはラサ工業の鉱石貯蔵施設があり、当駅より鉱石運搬のための引込み線がホッパー付近まで繋がっていた。なお、鉱石貯蔵施設からは索道にて田老鉱山へと繋がっていたが、1971年（昭和46年）の田老鉱山閉山に伴い索道はその後なくなっている。

## 駅周辺
当駅は出崎埠頭の北側一画にあった。
- 宮古市魚市場
- 岩手県道259号崎山宮古線
- 宮古漁協ビル
- 道の駅みやこ（みなとオアシスみやこ）
- 宮古港
- 宮古湾
- 閉伊川

## 廃止後の現状
当駅跡地は宮古市魚市場となっている。また、山側に鉱石貯蔵施設の遺構が一部残っている。

## その他
1987年（昭和62年）7月19日から1989年（平成元年）10月11日の期間に、宮古駅 - 当駅間の廃線跡 (1.4km) を使用して、C10 8牽引のSLリアス線「しおかぜ号」が運行されている。この時、宮古駅 - 当駅間には停車駅（臨時駅）として、はまぎく駅、ミニ浄土ヶ浜公園前駅（ミニじょうどがはまこうえんまえ）、うみねこ駅の3駅が設置された。

## 隣の駅
日本国有鉄道
山田線貨物支線（宮古臨港線）
宮古駅 - （貨）宮古港駅